# أنتي توميتش (لاعب كرة قدم)
أنتي توميتش (بالكرواتية: Ante Tomić)‏ (مواليد 23 مايو 1983)، هو لاعب كرة قدم لعب كلاعب وسط.

## وصلات خارجية
- أنتي توميتش على موقع اتحاد كرواتيا (الكرواتية)
- أنتي توميتش على موقع رابطة كرة القدم اليابانية للمحترفين (اليابانية)
- أنتي توميتش على موقع قاعدة بيانات كرة القدم.إي يو (الإنجليزية)
- أنتي توميتش على موقع Soccerway.com (الإنجليزية)
- أنتي توميتش على موقع عالم كرة القدم.نت (الإنجليزية)